# Vårt Ukraina – Folkets självförvarsblock
Vårt Ukraina – Folkets självförvarsblock (Блок Наша Україна–Народна Самооборона, 'Blok Nasja Ukrajina–Narodna Samooborona') var en valallians i Ukraina som leddes av den dåvarande president Viktor Jusjtjenko. Den är historiskt knuten till Orangea revolutionen och använde orange som politisk färg.

## Sammansättning
Koalitionen bestod av tio partier. Där fanns liberaler, kristdemokrater, nationaldemokrater och extrema nationalister. Ett av de tio partierna i Vårt Ukraina var Ukrainska nationalistkongressen – Stepan Bandera-fraktionen. Stepan Bandera var ledare för en rörelse som delar av andra världskriget var allierad, som påstås av rysk propaganda, med Nazityskland. 

### Ingående partier
- Folkförbundet Vårt Ukraina
- Framåt Ukraina!
- Ukrainas folkrörelse
- Ukrainska folkpartiet
- Ukrainska republikanska partiet "Samling"
- Kristdemokratiska unionen
- Europeiska partiet
- PORA
- Ukrainska nationalistkongressen
- Moderlandets försvarsparti

Tidigare har även Ukrainas liberala parti och Ukrainas ungdomsparti varit med i koalitionen.

## Svoboda
Fram till sommaren 2004 var även ett nazistparti med i koalitionen. Partiets symbol var ett hakkors, tillsammans med andra nazisymboler. Men före presidentvalet bytte partiet symbol och namn till Svoboda. Partiets ledare Oleh Tjahnybok proklamerade att Ukraina hade ”rensats från ryssar och judar” under andra världskriget. Partiet fick trots detta inte längre vara del av koalitionen.